# Frank Forster
Pour les articles homonymes, voir Forster.
Frank Forster (né le 8 mars 1931 à Augsbourg, mort le 19 avril 2006) est un chanteur allemand.

## Biographie
Frank Forster vient à Munich à sept ans. Il inscrit à l'académie des beaux-arts de Munich pour devenir graphiste. Le professeur de musique italienne, avec qui il vivait en sous-location, lui enseigne la technique du chant et la lecture de musique.
Travaillant comme interprète pour l'armée américaine, il lui est facile d'obtenir de chanteur dans les clubs de soldats américains. En 1955, lors de l'ouverture du club de jazz "Studio 15" à Munich-Schwabing, il rejoint le groupe maison, le Freddie Brocksieper-Quartet. Dans les années suivantes, il y approfondit ses compétences musicales, par exemple, joue de la batterie.
En 1956, il participe avec l'orchestre Kurt Edelhagen dans des productions radio et signe son premier contrat d'enregistrement avec Polydor. Les chansons Cindy, oh Cindy et Mia casa su casa lui permettent d'accéder au cinéma.
Il fait une tournée avec Max Greger d'abord dans le monde germanophone en 1959 puis en URSS. En 1960, il chante dans un festival en Belgique à côté d'Udo Jürgens. Enfin, il atteint un sommet lorsqu'il est apparu lors d'un long séjour aux États-Unis avec Dean Martin et Frank Sinatra.
Il participe à la sélection pour représenter l'Allemagne au Concours Eurovision de la chanson 1961.
Ses passe-temps, le tournage de documentaires et la peinture, l'emmènent aux États-Unis. Il fait de sa peinture une profession à la fin des années 1960 ; en 1986 a lieu sa première rétrospective.
Frank Forster fut marié à Nora Maier, une fille de l'éditeur Franz Karl Maier. Sa fille Ariane Forster (morte en 2010) était sous le nom de scène Ari Up chanteuse du groupe punk britannique The Slits.

## Filmographie
- 1957 : Veuf avec cinq filles
- 1957 : Les Nuits du Perroquet vert

## Source de la traduction
- (de) Cet article est partiellement ou en totalité issu de l’article de Wikipédia en allemand intitulé « Frank Forster » (voir la liste des auteurs).

1. ↑  (de) Danny, « Ein Quentchen Glück für Frank Forster. », Bild am Sonntag,‎ 17 avril 1960